# NGC 5095
NGC 5095 је лентикуларна галаксија у сазвежђу Девица која се налази на NGC листи објеката дубоког неба.
Деклинација објекта је - 2° 17' 21" а ректасцензија 13h 20m 36,8s. Привидна величина (магнитуда) објекта NGC 5095 износи 13,8 а фотографска магнитуда 14,7. NGC 5095 је још познат и под ознакама UGC 8381, MCG 0-34-29, CGCG 16-54, PGC 46561.